# Stowarzyszenie Teatralne Chorea
Stowarzyszenie Teatralne Chorea – grupa teatralna z siedzibą w Łodzi, utworzona w marcu 2004 roku, jest kontynuacją pracy dwóch zespołów artystycznych powstałych przy Ośrodku Praktyk Teatralnych Gardzienice: Orkiestry Antycznej (odtwarzanie antycznych instrumentów i muzyki) Tomasza Rodowicza i Macieja Rychłego oraz zespołu Tańców Labiryntu (rekonstrukcja antycznego tańca), prowadzonego przez Dorotę Porowską i Elżbietę Rojek. Chorea to awangardowy teatr poszukujący inspiracji w starożytnej Grecji i próbujący przy pomocy współczesnych środków wyrazu pokazać to, co w dziedzictwie starożytności jest ponadczasowe. Stowarzyszenie dzieli swoją aktywność na trzy obszary: artystyczny – teatralny (Choreia), dydaktyczny (Paideia) i badawczy (Zetezis).

## Historia
W 2003 roku prowadzona przez Tomasza Rodowicza Orkiestra Antyczna otrzymała grant z Unii Europejskiej na realizację w ramach programu Kultura 2000 autorskiego projektu artystyczno-badawczego Nieznane Źródła Muzyki Europejskiej -Antyczna Grecja. W wyniku rocznej pracy powstały publikacje książkowe, zorganizowano liczne warsztaty, koncerty, pokazy starożytnego tańca i instrumentów, we współpracy z grupą Earthfall Dance Theatre z Walii powstał pierwszy spektakl Hode Galatian, prezentowany potem przez artystów Chorei. Ten rok wspólnej pracy zaowocował narodzinami artystycznej koncepcji i skrystalizowaniem się nowego środowiska. Początkowo działania prowadzono równolegle do zespołu skupionego wokół Włodzimierza Staniewskiego, pokazując efekty pracy na Kosmosach Gardzienic. Motywy odejścia grupy zgromadzonej wokół Tomasza Rodowicza, a także nowy program artystyczny tak lider Chorei opisywał w 2005 roku:

Zobaczyliśmy, że Gardzienice w swojej pracy idą w inną stronę: koncentrują się na tekście i jakby nie robią tego kroku, którego nam brakowało. Tańce Labiryntu, głównie Dorota (Porowska) i Ela (Rojek), kierując się tą świetną książką o chorei Edwarda Zwolskiego, szukały drogi, aby sięgnąć do chorei w stopniu większym, niż to, co Gardzienice wtedy robiły. Starały się pogłębić studia nad ikonografią i ruchem, sięgnąć do źródeł. Miałem poczucie, że muzyka, która nas prowadziła w Orkiestrze, była nowym, bardzo inspirującym polem działania. Chcieliśmy to pogłębiać i iść w stronę współpracy z filologami, muzykologami, szczególnie po projekcie, który zrobiliśmy jeszcze w ramach Gardzienic dla Kultury 2000.

Współpracę kontynuowano także po opuszczeniu Gardzienic przez Choreę. Teatr początkowo przeniósł swoją siedzibę do Pałacu Małachowskich w Nałęczowie, na stałe osiadł w Łodzi, choć do dziś formalnie jego siedziba znajduje się w Gardzienicach. W styczniu 2007 roku Chorea we współpracy z Łódź Art Center i Urzędem Miasta Łodzi w dawnej fabryce Scheiblera przy ulicy Tymienieckiego 3 powołała do życia Fabrykę Sztuki, w której prowadzi swoją działalność.

## Program artystyczny – Choreia
Teatr prezentuje spektakle, koncerty muzyki antycznej wraz z pokazami tańców inspirowanych starożytną ikonografią, stara się łączyć śpiew, słowo i gest w jednolitą całość, zgodnie z zasadami greckiej chorei.
Zrealizowane spektakle:
- Hode Galatan – premiera: 20 listopada 2003, Cardiff, reżyseria: Jessica Cohen, Jim Ennis i Tomasz Rodowicz, spektakl zrealizowany we współpracy z Earthfall Dance Theatre
- Tezeusz w labiryncie – premiera: 30 września 2004, Nałęczów, reżyseria: Dorota Porowska, Elżbieta Rojek
- Po Ptakach – premiera: wrzesień 2005, Cardiff, reżyseria: Jessica Cohen, Jim Ennis i Tomasz Rodowicz, spektakl według Ptaków Arystofanesa, spektakl zrealizowany we współpracy z Earthfall Dance Theatre
- Bakkus – premiera: 21 listopada 2006, reżyseria: Jessica Cohen, Jim Ennis i Tomasz Rodowicz, spektakl na podstawie Bachantek Eurypidesa, zrealizowany we współpracy z grupą Earthfall Dance Theatre
- Taniec Lasu – premiera: 2006, spektakl stworzony przez Kana Katsurę – mistrza tańca Butō i Tomasza Rodowicza
- Wiatr w sosnach – premiera: 10 listopada 2006, reżyseria i choreografia: Iga Załęczna, Anna Bogdanowicz
- Sczeźli – premiera: 31 stycznia 2007, reżyseria: Paweł Passani, spektakl na podstawie sztuki Tadeusza Kantora
- Śpiewy Eurypidesa – premiera: 30 sierpnia 2007, reżyseria: Tomasz Rodowicz, spektakl na podstawie Bachantek Eurypidesa
- Gry (w) pana Cogito – premiera: 11 sierpnia 2008, reżyseria: Tomasz Rodowicz, spektakl oparty na twórczości Zbigniewa Herberta
- Antygona – premiera: 24 października 2009, reżyseria: Dorota Porowska, spektakl na podstawie Antygony Sofoklesa w tłum. Stanisława Hebanowskiego
- Grotowski - próba odwrotu – premiera: 13 sierpnia 2010, reżyseria: Tomasz Rodowicz, spektakl na podstawie twórczości i tekstów Jerzego Grotowskiego
- Antyk/Trans/Formacja - premiera: 15 sierpnia 2010, muzyka: Tomasz Krzyżanowski, Maciej Maciaszek, koncert inspirowany muzyką Antycznej Grecji
- Upadek - Psychosomatic GAYm - premiera: 21 sierpnia 2010, reżyseria i choreografia: Magdalena Paszkiewicz, Janusz Adam Biedrzycki
- Koguty, Borsuki i inne Kozły - premiera: 14 listopada 2010, reżyseria i choreografia: Iga Załęczna i Janusz Adam Biedrzycki
- Koncert Pieśni Antycznych - premiera: 30 lipca 2011, opracowanie muzyczne: Tomasz Krzyżanowski, koncert inspirowany muzyką Antycznej Grecji
- napewnomoże - premiera: 12 listopada 2011, monodram Małgorzaty Lipczyńskiej oparty na twórczości Aglai Veteranyi, reżyseria: Tomasz Rodowicz i Małgorzata Lipczyńska
- Oratorium Dance Project - premiera: 9 grudnia 2011, reżyseria: Tomasz Rodowicz, choreografia: Robert M. Hayden, muzyka: Tomasz Krzyżanowski, Maciej Maciaszek
- Bachantki - premiera: 26 marca 2012, reżyseria: Tomasz Rodowicz, choreografia: Robert M. Hayden, spektakl na podstawie Bachantek Eurypidesa
- Pieśni Świata - premiera: 22 sierpnia 2012, muzyka: Tomasz Krzyżanowski, koncert inspirowany muzyką świata
- Szpera 42 - premiera: 24 i 29 sierpnia 2012, 04 września 2012, reżyseria: Ruthie Osterman, Tomasz Rodowicz, polsko-izraelski spektakl zrealizowany we współpracy z Centrum Dialogu im. Marka Edelmana w Łodzi
- Gilgamesz - premiera: 14 kwietnia 2013, muzyka: Tomasz Krzyżanowski, koncert na chór, trio jazzowe i kwartet smyczkowy, na podstawie Eposu o Gilgameszu
- Wiatr z Południa - premiera: 12 października 2013, muzyka: Tomasz Krzyżanowski, koncert inspirowany muzyką świata
- Brzydal - premiera: 18 i 19 października 2013, reżyseria i choreografia: Magdalena Paszkiewicz, Janusz Adam Biedrzycki
- Wszędodomni - premiera: 23 października 2013, twórcy: Julia Jakubowska, Paweł Korbus, Dorota Porowska, Marcin Polak
- MUZG - premiera: 22, 23,24 listopada 2013, reżyseria: Tomasz Rodowicz, scenariusz i dramaturgia: Marcin Cecko
- Lulabajki - premiera: 9-10 grudnia 2013, muzyka: Tomasz Krzyżanowski, Kuba Pałys, reżyseria: Dominika Krzyżanowska Gorzkiewicz, koncert z muzyką dla dzieci i dorosłych
- O Miłości - premiera: 29 marca 2014, twórcy: Julia Jakubowska, Paweł Korbus
- Rytm języka - premiera: 21 sierpnia 2014, muzyka: Tomasz Krzyżanowski, koncert inspirowany językami świata
- Engi Vengi - premiera: 24 sierpnia 2014, opracowanie muzyczne i prowadzenie chóru: Tomasz Krzyżanowski i Elina Toneva, koncert muzyki bułgarskiej
- Z drugiej strony - premiera: 25 sierpnia 2014, reżyseria: Ewgienij Korniag, spektakl zrealizowany we współpracy z Korniag Theatre z Mińska
- VIDOMI - premiera: 28 listopada 2014, reżyseria i choreografia: Janusz Adam Biedrzycki, Magdalena Paszkiewicz
- DERBY.Białoczerwoni - premiera: 18 i 19 czerwca 2015, reżyseria: Tomasz Rodowicz, tekst: Artur Grabowski
- Szczelina - premiera: 31 marca, 1 kwietnia 2016, reżyseria: Tomasz Rodowicz, spektakl na motywach dramatu „Zanikam” Arne Lygre, tłumaczenie: Elżbieta Frątczak-Nowotny
- Studium o Hamletach - premiera: 1 i 2 kwietnia 2017, reżyseria: Waldemar Raźniak, Tomasz Rodowicz, spektakl na motywach tekstów: „Hamlet” Williama Szekspira, „Studium o Hamlecie” Jerzego Grotowskiego, „Studium o Hamlecie” Stanisława Wyspiańskiego
- Spojrzystość - premiera: 30 lipca 2017, muzyka: Tomasz Krzyżanowski, Paweł Odorowicz, koncert oparty na twórczości Bolesława Leśmiana
- Oratorium ziemi - premiera: 23 września 2017, reżyseria: Tomasz Rodowicz, muzyka: Igor Gawlikowski i zespół Kormorany, choreografia: Michał Ratajski, multimedialny spektakl muzyczno-taneczny na chór, zespół rockowy elektronikę i tancerzy
- Ciemność. To co jest ukryte - premiera: 27 i 28 października 2017, reżyseria: Magdalena Paszkiewicz, Janusz Adam Biedrzycki

## Program dydaktyczny – Paideia
W ramach programu Paidea aktorzy teatru i zaproszeni goście organizują Lekcje Antyku, warsztaty, pokazy multimedialne, żywe prezentacje zrekonstruowanej muzyki. Spotkania mają na celu zapoznanie młodzieży gimnazjalnej, licealnej i studenckiej ze wspólnymi dla całego naszego kontynentu źródłami muzyki oraz odkrywanie nowych inspiracji, poszerzanie wrażliwości muzycznej współczesnego. Teatr Chorea organizuje także warsztaty teatralne, przekazując uczestnikom doświadczenie zgromadzone w pracy aktorów.

## Program badawczy – Zetezis
Program Zeites przybrał formę seminariów artystyczno-kulturoznawczych z dziedziny muzykologii, teatrologii, antropologii i filologii klasycznej. Organizowane są także wyprawy artystyczno-badawcze do regionów, które w swoich tradycjach przechowały elementy kultury antycznej (Bałkany, Bułgaria). Planowane są kolejne badania i rekonstrukcje m.in.: muzycznej formy homeryckiego eposu, w odniesieniu do żywych form i technik głosowych epickiego śpiewu, zachowanych we współczesnych europejskich tradycjach ludowych.